# Cypripedium fasciculatum
Cypripedium fasciculatum é uma espécie de orquídea terrestre, família Orchidaceae, que habita o oeste e centro-oeste do Canadá e dos Estados Unidos da América.